# Coniopteryx (Coniopteryx) madagascariensis
Coniopteryx (Coniopteryx) madagascariensis is een insect uit de familie van de dwerggaasvliegen (Coniopterygidae), die tot de orde netvleugeligen (Neuroptera) behoort. 
Coniopteryx (Coniopteryx) madagascariensis is voor het eerst wetenschappelijk beschreven door Meinander in 1974.